# Gora Gunbinoj
Gora Gunbinoj (englische Transkription von russisch Гора Гунбиной Gora Gunbinoi) ist ein Nunatak im ostantarktischen Königin-Maud-Land. Er ragt am südlichen Ende der Kirwanveggen auf.
Russische Wissenschaftler benannten ihn. Der weitere Benennungshintergrund ist nicht überliefert.